# ウィリアム・ウッディン

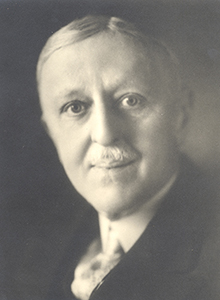
ウィリアム・ウッディン

ウィリアム・ハートマン・ウッディン（William Hartman Woodin, 1868年5月27日 - 1934年5月3日）は、アメリカ合衆国の実業家、政治家。フランクリン・ルーズベルト政権で第51代財務長官を務めた。

## 生涯

### 青年期
1868年、ウッディンはアメリカ合衆国のペンシルベニア州コロンビア郡バーウィックで生まれた。ウッディンはニューヨーク州のウッドリッジ高校を卒業し、1890年にコロンビア大学鉱業学部に入学した。

### 実業家時代
1892年、ウッディンは学位を取得する前に大学を退学し、ジャクソン・アンド・ウッディン・マニファクチュアリング社の管理職に就任した。この会社は父親が設立した鋼鋳物の鋳造会社であり、1895年に代表取締役に就任したが、同年にアメリカン・カー・アンド・ファウンドリー社に吸収合併された。その後1922年、ウッディンは同社の社長に就任した。
ウッディンはアメリカン・カー・アンド・ファウンドリー証券やアメリカン・カー・アンド・ファウンドリー・モーターズなど、多くの子会社を設立した。また複数の金融会社や製造会社、鉄道会社、海運会社で重役を務め、ニューヨークにおいて連邦準備銀行の取締役となった。その一方でウッディンは、老練な作詞家としても活躍した。

### 財務長官時代
1933年、ウッディンはフランクリン・ルーズベルト大統領から財務長官に任命された。ウッディンが財務長官に就任した当時、アメリカ合衆国の経済は世界恐慌の影響によって危機的な状況に置かれていた。金融機関への信頼が失墜し預金の解約が相次いだことから、多くの銀行が倒産した。ウッディンの最大の使命は、政府に対する国民の信頼を回復し、ルーズベルト大統領が掲げたニューディール政策を実行することであった。
ニューディール政策の実施にあたってルーズベルト大統領は連邦預金保険公社を設立し、銀行預金に保険を掛けることで国民の信頼回復を図った。ウッディンは銀行の再建を認可制にすることを考案し、さらに金の大量保有を防止する措置を執った。
当時のルーズベルト政権の最大の目標は、経済復興にきっかけを与えるために当面のデフレーションを抑制し、国内価格を上昇させることであった。そのためウッディンは国債取引価格以上の値段で金購入を実施し、強引にドルを引き下げようとする試みが執られた。しかしながらこの政策による物価の上昇は、当初の思惑通りには実現しなかった。

### 晩年
ウッディンはルーズベルトの長年の友人であり、政権内部でも非常に近しい存在であった。そのためルーズベルトはウッディンが任期満了まで財務長官として活躍することを期待していた。しかしウッディンは健康的理由により就任からわずか1年足らずで辞任し、翌1934年にニューヨークで死去した。ウッディンの遺体は故郷ペンシルベニア州ベリックのパイン・グローブ墓地に埋葬された。